# Jean Bourdeillette
Jean Adolphe Albéric Bourdeillette, né le 24 octobre 1901 à Dax et mort le 28 août 1981 à Brantôme, est un diplomate et poète français.

## Biographie
Jean Bourdeillette naît le 24 octobre 1901 à Dax, et passe son enfance dans les Landes, le Tarn et la Dordogne. Il fait ses études secondaires au lycée de Nancy, puis étudie les sciences politiques, la philosophie et le droit à Paris.
Il devient diplomate en 1925, et occupe divers postes : à la résidence générale de Tunis de 1925 à 1928, à l'administration centrale de Vienne, consul à Nuremberg de 1933 à 1938, consul à Francfort de 1938 à 1939. Il est ensuite consul général de France à partir de 1939 à Gênes, où son mobilier est détruit par un bombardement les 7 et 8 décembre 1942 (il sera dédommagé par l'Italie en 1949 à la suite d'un accord trouvé par la commission de conciliation franco-italienne), puis ministre plénipotentiaire chargé d'affaires auprès du Saint-Siège en 1948.
Il est ambassadeur de France au Venezuela du 21 avril 1959 au 3 mars 1952, ambassadeur de France au Danemark du 19 décembre 1952 au 10 octobre 1959 et ambassadeur de France en Israël du 10 octobre 1959 au 11 septembre 1965,. Quelques jours avant de prendre son poste à Tel Aviv, lors d'un rendez-vous avec Charles de Gaulle, il exprime le souhait d'un accord culturel franco-israélien. En tant que représentant de France en Israël, il est un des fondateurs de la fondation Général-Pierre-Kœnig. Le 30 juin 1964, il accueille Maurice Couve de Murville à Tel Aviv lors de sa visite officielle. Fervent partisan du sionisme, ses mémoires Pour Israël sont un hommage à l'indépendance de l’État juif. Il est nommé conseiller diplomatique du gouvernement Georges Pompidou pour un an à compter du 1er octobre 1965 par le décret du 29 septembre 1965 ,.

## Œuvres[13]

### Recueils de poèmes
- Simulacres, Paris, Seghers, 1945 (présentation en ligne) ;
- Les étoiles dans la main, Paris, Seghers, 1954 (présentation en ligne, lire en ligne) ;
- Reliques des songes, Paris, Seghers, 1958 (présentation en ligne, lire en ligne) ;
- La Pierre et l'anémone, Paris, Seghers, 1964 (présentation en ligne) ;
- Saison des ombres, Paris, Seghers, 1965 (présentation en ligne) ;
- Le bouquet noir (1965-1969), Paris, Seghers, 1970 (présentation en ligne, lire en ligne) ;
- Le Soleil ni la mort, Paris, Seghers, 1975 (présentation en ligne).

Il remporte en 1971 le prix Broquette-Gonin pour l'ensemble de son œuvre poétique.

### Autres
Il publie des articles dans les revues Documents, la Grande revue et la gazette des beaux-arts. Son œuvre la plus célèbre est le mélange d’un essai pro-israélien et de mémoires :
- Pour Israël, Paris, Seghers, 1968 (présentation en ligne), prix du Docteur-Binet-Sanglé[a];